# Molbergen
Molbergen este o comună din landul Saxonia Inferioară, Germania.

## Personalități marcante
- Anne Ratte-Polle, actriță

1. ↑  Alle politisch selbständigen Gemeinden mit ausgewählten Merkmalen am 31.12.2018 (4. Quartal) (în germană), Statistisches Bundesamt[*], arhivat din original la 10 martie 2019, accesat în 10 martie 2019